# Kasappanahalli, Hosadurga
Kasappanahalli là một làng thuộc tehsil Hosadurga, huyện Chitradurga, bang Karnataka, Ấn Độ.